# Rasheed Wallace
Rasheed Abdul Wallace (Philadelphia, Pennsylvania, 17. rujna 1974.) američki je profesionalni košarkaš. Igra na poziciji centra ili krilnog centra. Izabran je u 1. krugu (4. ukupno) NBA drafta 1995. od strane Washington Bulletsa. U sezoni 2003./04. s Chaunceyom Billupsom, Richardom Hamiltonom i Tayshaunom Princeom odveo je momčad do NBA naslova preko favoriziranih Los Angeles Lakersa.

## Rani život
Rođen je u gradu Philadelphiji u saveznoj državi Pennsylvaniji. Pohađao je srednju školu Simon Gratz High School. U sezoni 1992./93. proglašen je najboljim srednjoškolskim igračem godine po izboru magazina "USA Today" te je po prvi puta izabran u All-America momčad. Na svojoj četvrtoj godini srednje škole prosječno je postizao 16 poena, 15 skokova i 7 blokada za 19 minuta igre. Na srednjoškolskoj All-Star utakmici postigao je 30 poena i proglašen je najkorisnijim igračem utakmice. Wallace također drži i neslavan rekord po tome što je jednini isključeni igrač s McDonald's All American utakmice.

## Sveučilište
Nakon srednje škole odlučio je pohađati sveučilište North Carolina. Wallace se brzo uklopio i sa suigračem Jerryjem Stackhouseom odveo Tar Heelse do polufinala NCAA natjecanja. Nakon druge godine sveučilišta, Wallace se prijavio na NBA draft 1995. godine.

## NBA karijera

### Washington Bullets
Izabran je kao 4. izbor NBA drafta 1995. od strane Washington Bulletsa. Kao rookie odigrao je 65 utakmica, startajući u njih 51. Igravši na poziciji krilnog centra, Wallace se okušao i na poziciji centra. Izabran je na Rookie Challenge gdje je nastupio za novake. Nekoliko tjedana kanije tijekom utakmice s Orlandom, Wallace je ozljedio nožni palac i nije bio u mogućnosti nastupiti do kraja sezone. U dresu Bulletsa ostvario je prosjek od 10.1 poena i 4.7 skokova.

### Portland Trail Blazers
Nakon završetka sezone Wallace je mijenjan u Portland Trail Blazerse u zamjenu za Roda Stricklanda. Tijekom prve sezone Wallace je 12 puta bio najefikasniji igrač utakmice te je završio treći u poretku u postignutim koševima iz igre. Unatoč sjajnom početku, Wallace je slomio lijevi palac i nije bio u mogućnosti nastupati više od mjesec dana. Međutim uspijeva se vratiti u doigravanju te odigrati sjajno u seriji s Los Angeles Lakersima. Iduće sezone nastavio je napredovati u all-around igri te je osnovao zakladu "Rasheed Wallace Foundation". U sezoni 1999./00. Wallace je postvio neslavan rekord od čak 38 nesportskih prekršaja. Iduće sezone napravio je čak 40 nesportskih prekršaja te oborio rekord od prošle sezone. 2003. suspendiran je na sedam utakmica zbog prijetnje sudcu utakmice Timu Donaghyu. 2000. i 2001. godine Wallace je izborio nastup na All-Star utakmici te je sa Scottiem Pippenom odveo momčad do dva uzastopna finala Zapadne konferencije. U sjećanju će ostati sedma utakmica finala Zapada protiv Los Angeles Lakersa u kojoj su Blazersi u četvrtoj četvrtini imali prednost od 15 poena te ju na kraju prokockali i propustili ući u NBA finale. 

### Atlanta Hawks
9. veljače 2004. Wallace je mijenjan u Atlanta Hawkse zajedno s Wesleyjom Personom za Shareefa Abdura-Rahima, Thea Ratliffa i Dana Dickaua. U dresu Hawksa odigrao je samo jednu utakmicu te postigao 20 poena, 6 skokova, 2 asistencije, 5 blokada i 1 ukradenu loptu. Wallace je ponovno zamijenjen, a ovaj puta završio je u Detroit Pistonsima. Zajedno s Wallaceom u Detroit je zamijenjen razigravač Celticsa Mike James. U pravcu Bostona otišli su Chucky Atkins, Lindsey Hunter i izbor prvog kruga na draftu dok su u Atlantu poslani Bobby Sura, Željko Rebrača i prvi izbor na draftu. Da bi se ova zamijena ostvarila Celticsi su poslali Chrisa Millsa u Atlantu.

### Detroit Pistons
U doigravanju 2004. nakon zaostajanja u seriji s Indiana Pacersima, Wallace je obećao da će pobijediti i osvojiti naslov prvaka. Pistonsi su prošli u NBA finale gdje su se susreli s favoriziranim Los Angeles Lakersima. Na iznenađenje svih, Pistonsi su kvalitetnom obranom odnijeli naslov te tako osigurali 3. NBA naslov u povijesi franšize. Nakon završetka sezone, popraćen osvajanjem naslova, Wallace je potpisao novi petogodišnji ugovor vrijedan 57 milijuna dolara. Uz to promijenio je broj 30 brojem 36 na dresu.
U sezoni 2004./05. Wallace je igrao sjajno. U doigravanju je imao nekoliko sjajnih izvedbi, uključujući prosjek od 14.5 poena i 50% šuta iz igre tijekom serije s prvoplasiranim Miami Heatom. U NBA finalu protiv San Antonio Spursa, Wallace je okrivljen za ostavljanje Roberta Horrya na otvorenom šutu u 5. utakmici koja je dovela Spurse u vodstvo. Unatoč tome što su Pistonsi i uspjeli izjednačiti seriju, izgubili su u sedmoj utakmici rezultatom 81:74.
U sezoni 2005./06. Wallace je nastavio sa sjajnim igrama i pomogao momčadi ostvariti prvo mjesto na Istoku s omjerom 64-18. U prvom krugu doigravanja, Pistonsi su rezultatom 4-1 svladali Milwaukee Buckse, a u drugom krugu u sedam utakmica Cleveland Cavalierse. Nakon vodstva od 2-0, Pistonsi su izgubili treću utakmicu rezultatom 86:77. Cavaliersi predvođeni LeBronom James pobijeđuju u iduće dvije utakmice i prelaze u vodstvo 3-2. Međutim Pistonsi kvalitetnom obranom odvode seriju u sedam utakmica te u sedmoj utakmici pobjeđuju rezultatom 79:61. U finalu Istoka izgubili su od kasnijih prvaka Miami Heata u šest utakmica.
26. ožujka 2007. u utakmici s Denver Nuggetsima, Wallace je pogodio, 1.5 sekundi prije kraja utakmice, koš za produžetak s udaljenosti od 18 metara. Pistonsi su na kraju dobili utakmicu rezultatom 113:109. 2. lipnja 2007. Wallace je isključen iz igre nakon što je teško faulirao LeBrona Jamesa i dobio dvije nesportske kazne, što znači automatsko isključenje iz igre.
U sezoni 2007./08. Pistonsi su odlučili ne obnoviti ugovor s Chrisom Webberom, što je značilo da Wallace prelazi na poziciju centra, a da njegovu poziciju zazuzima Antonio McDyess. Dominaciju na novoj poziciji pokazao je nakon što je u utakmici s Chicago Bullsima postigao 36 poena. 10. veljače 2008. Wallace je zauzeo mjesto na All-Star utakmici, umjesto ozlijeđenog Kevina Garnetta, po odluci povjerenika Davida Sterna. U finalu Istočne konferencije izgubili su od kasnijih prvaka Boston Celticsa rezultatom 4-2.
Početkom sezone 2008./09. Wallace je odlučio zamijeniti broj 36 starim brojem 30.

### Boston Celtics
8. srpnja 2009. Wallace je potpisao trogodišnji ugovor s Boston Celticsima. Nakon solidne sezone i poraza u NBA finalu od Los Angeles Lakersa 4-3, Wallace je odlučio otići u mirovinu.

### New York Knicks
30. rujna 2012. Wallace postaje novim igračem New York Knicksa. Wallace je nekoliko dana prije potpisivanja ugovora trenirao s Knicksima, a reaktivirao se nakon dvije godine pauze i umirovljenja 2010. godine. U Knickse je iskusni Wallace doveden kao zamjena za Amarea Stoudemirea.

## NBA statistika

### Regularni dio
| Godina    | Klub       | Odig. uta. | Uta. poč. | Min. | 2P%  | 3P%  | Sl. bac.% | Skok. | Asist. | Ukr. lop. | Blok. | Poena |
| --------- | ---------- | ---------- | --------- | ---- | ---- | ---- | --------- | ----- | ------ | --------- | ----- | ----- |
| 1995./96. | Washington | 65         | 51        | 27.5 | .487 | .329 | .650      | 4.7   | 1.3    | .6        | .8    | 10.1  |
| 1996./97. | Portland   | 62         | 56        | 30.5 | .558 | .273 | .638      | 6.8   | 1.2    | .8        | .9    | 15.1  |
| 1997./98. | Portland   | 77         | 77        | 37.6 | .533 | .205 | .662      | 6.2   | 2.5    | 1.0       | 1.1   | 14.6  |
| 1998./99. | Portland   | 49         | 18        | 28.9 | .508 | .419 | .732      | 4.9   | 1.2    | 1.0       | 1.1   | 12.8  |
| 1999./00. | Portland   | 81         | 77        | 35.1 | .519 | .160 | .704      | 7.0   | 1.8    | 1.1       | 1.3   | 16.4  |
| 2000./01. | Portland   | 77         | 75        | 38.2 | .501 | .321 | .766      | 7.8   | 2.8    | 1.2       | 1.8   | 19.2  |
| 2001./02. | Portland   | 79         | 79        | 37.5 | .469 | .360 | .734      | 8.2   | 1.9    | 1.3       | 1.3   | 19.3  |
| 2002./03. | Portland   | 74         | 74        | 36.3 | .471 | .358 | .735      | 7.4   | 2.1    | .9        | 1.0   | 18.1  |
| 2003./04. | Portland   | 45         | 44        | 37.2 | .442 | .341 | .742      | 6.6   | 2.5    | .8        | 1.6   | 17.0  |
| 2003./04. | Atlanta    | 1          | 1         | 42.0 | .333 | .167 | 1.000     | 6.0   | 2.0    | 1.0       | 5.0   | 20.0  |
| 2003./04. | Detroit    | 22         | 21        | 30.6 | .431 | .319 | .704      | 7.0   | 1.8    | 1.1       | 2.0   | 13.7  |
| 2004./05. | Detroit    | 79         | 79        | 34.0 | .440 | .318 | .697      | 8.2   | 1.8    | .8        | 1.5   | 14.5  |
| 2005./06. | Detroit    | 80         | 80        | 34.8 | .430 | .357 | .743      | 6.8   | 2.3    | 1.0       | 1.6   | 15.1  |
| 2006./07. | Detroit    | 75         | 72        | 32.3 | .423 | .351 | .788      | 7.2   | 1.7    | 1.0       | 1.6   | 12.3  |
| 2007./08. | Detroit    | 77         | 76        | 30.5 | .432 | .356 | .767      | 6.6   | 1.8    | 1.2       | 1.7   | 12.7  |
| 2008./09. | Detroit    | 66         | 63        | 32.2 | .419 | .354 | .772      | 7.4   | 1.4    | .9        | 1.3   | 12.0  |
| Ukupno    |            | 1009       | 943       | 33.9 | .471 | .342 | .719      | 6.9   | 1.9    | 1.0       | 1.3   | 15.0  |
| All-Star  |            | 4          | 0         | 19.3 | .250 | .100 | .750      | 3.8   | .5     | 1.0       | .8    | 4.0   |

### Doigravanje
| Godina    | Klub     | Odig. uta. | Uta. poč. | Min. | 2P%  | 3P%  | Sl. bac.% | Skok. | Asist. | Ukr. lop. | Blok. | Poena |
| --------- | -------- | ---------- | --------- | ---- | ---- | ---- | --------- | ----- | ------ | --------- | ----- | ----- |
| 1996./97. | Portland | 4          | 4         | 37.0 | .589 | .400 | .550      | 6.0   | 1.5    | .5        | .5    | 19.8  |
| 1997./98. | Portland | 4          | 4         | 39.3 | .489 | .800 | .500      | 4.8   | 2.8    | .5        | .5    | 14.5  |
| 1998./99. | Portland | 13         | 13        | 36.0 | .514 | .111 | .724      | 4.8   | 1.5    | 1.5       | .9    | 14.8  |
| 1999./00. | Portland | 16         | 16        | 37.8 | .489 | .615 | .773      | 6.4   | 1.8    | .9        | 1.2   | 17.9  |
| 2000./01. | Portland | 3          | 3         | 42.7 | .373 | .364 | .571      | 8.0   | 2.3    | .3        | 1.0   | 16.7  |
| 2001./02. | Portland | 3          | 3         | 41.7 | .406 | .412 | .813      | 12.3  | 1.7    | .7        | .7    | 25.3  |
| 2002./03. | Portland | 7          | 7         | 37.1 | .454 | .400 | .714      | 5.1   | 2.6    | .6        | .7    | 17.4  |
| 2003./04. | Detroit  | 23         | 23        | 34.9 | .413 | .243 | .767      | 7.8   | 1.6    | .6        | 2.0   | 13.0  |
| 2004./05. | Detroit  | 25         | 25        | 33.0 | .439 | .337 | .741      | 6.9   | 1.3    | 1.0       | 1.8   | 13.6  |
| 2005./06. | Detroit  | 18         | 18        | 34.9 | .430 | .405 | .527      | 6.3   | 1.8    | .6        | .8    | 14.1  |
| 2006./07. | Detroit  | 16         | 16        | 35.8 | .437 | .347 | .842      | 7.7   | 1.8    | 1.2       | 1.8   | 14.3  |
| 2007./08. | Detroit  | 17         | 17        | 34.4 | .424 | .320 | .744      | 6.4   | 1.6    | 1.1       | 1.9   | 13.2  |
| 2008./09. | Detroit  | 4          | 4         | 30.5 | .367 | .500 | .000      | 6.3   | .8     | .5        | .2    | 6.5   |
| Ukupno    |          | 153        | 153       | 35.5 | .446 | .353 | .710      | 6.7   | 1.7    | .9        | 1.4   | 14.6  |

## Vanjske poveznice
- Službena stranica  Arhivirana inačica izvorne stranice od 11. listopada 2009. (Wayback Machine)
- Profil na NBA.com
- Profil na Basketball-Reference.com
- Profil  Arhivirana inačica izvorne stranice od 20. veljače 2014. (Wayback Machine) na SI.com